# Férfi 400 méteres gátfutás a 2015. évi nyári európai ifjúsági olimpiai fesztiválon
A 2015. évi nyári európai ifjúsági olimpiai fesztiválon az atlétikai versenyszámokat Tbilisziben rendezték. A férfi 400 méteres gátfutás selejtezőit július 29-én, a döntőt pedig július 30-án rendezték.

## Rekordok
A versenyt megelőzően a következő rekordok voltak érvényben:
| Ifjúsági világrekord | Louis Jacobus van Zyl (Dél-afrikai Köztársaság) | 48.89 |
| EYOF rekord          | Stef Vanhaeren (Belgium)                        | 51.09 |

## Selejtező
Minden selejtezőcsoport első 3 helyezettje (Q) illetve a további legjobb 2 időeredménnyel (q) rendelkező sportoló jutott tovább a döntőbe. Minden nemzet egyetlen sportolóval képviselhette magát.
| H  | Csoport | Név                           | Nemzet           | E     | Mj   |
| -- | ------- | ----------------------------- | ---------------- | ----- | ---- |
| 1  | 1       | Aleix Salvador Porras Cantons | Spanyolország    | 53.54 | Q    |
| 2  | 2       | Tuur Victor Bras              | Belgium          | 54.35 | Q    |
| 3  | 1       | Davit Lukava                  | Grúzia           | 54.54 | Q SB |
| 4  | 2       | Marc-Antoine Saban            | Franciaország    | 54.62 | Q    |
| 5  | 1       | Vesa Kittilä                  | Finnország       | 54.73 | Q SB |
| 6  | 2       | Jürgen van der Zwet           | Hollandia        | 54.90 | Q PB |
| 7  | 1       | Deák Márton                   | Magyarország     | 55.14 | q    |
| 8  | 1       | Dimitar Balev                 | Bulgária         | 55.94 | q    |
| 9  | 2       | Stefan Bogdan Juganu          | Románia          | 56.28 |      |
| 10 | 2       | Nikita Markiyanov             | Fehéroroszország | 56.28 |      |
| 11 | 2       | Aleksandrs Kucs               | Lettország       | 58.93 |      |

## Döntő
| H     | Név                           | Nemzet        | E     | Mj  |
| ----- | ----------------------------- | ------------- | ----- | --- |
| Arany | Aleix Salvador Porras Cantons | Spanyolország | 52.52 |     |
| Ezüst | Tuur Victor Bras              | Belgium       | 53.63 | PB  |
| Bronz | Marc-Antoine Saban            | Franciaország | 53.82 |     |
| 4     | Jürgen van der Zwet           | Hollandia     | 53.87 | PB  |
| 5     | Deák Márton                   | Magyarország  | 54.59 | PB  |
| 6     | Vesa Kittilä                  | Finnország    | 55.18 |     |
| 7     | Dimitar Balev                 | Bulgária      | 56.98 |     |
| -     | Davit Lukava                  | Grúzia        | -     | DNS |